# Javené
Javené est une commune française située dans le département d'Ille-et-Vilaine en région Bretagne, peuplée de 2 185 habitants.

## Géographie

### Communes limitrophes
| Romagné | Lécousse, Fougères |                           |
|         | Javené             | La Selle-en-Luitré        |
| Billé   | Parcé              | Luitré (Luitré-Dompierre) |

### Hydrographie
Pour un article plus général, voir Réseau hydrographique d'Ille-et-Vilaine.
La commune est située dans le bassin Loire-Bretagne. Elle est drainée par le Couesnon, le Muez, le ruisseau de Groslay, le ruisseau de la Richerais et le ruisseau des Prairies, et un autre petit cours d'eau,.
Le Couesnon, d'une longueur de 97 km, prend sa source dans la commune de Saint-Pierre-des-Landes et se jette  dans la Manche au niveau du Mont-Saint-Michel, après avoir traversé 25 communes. 

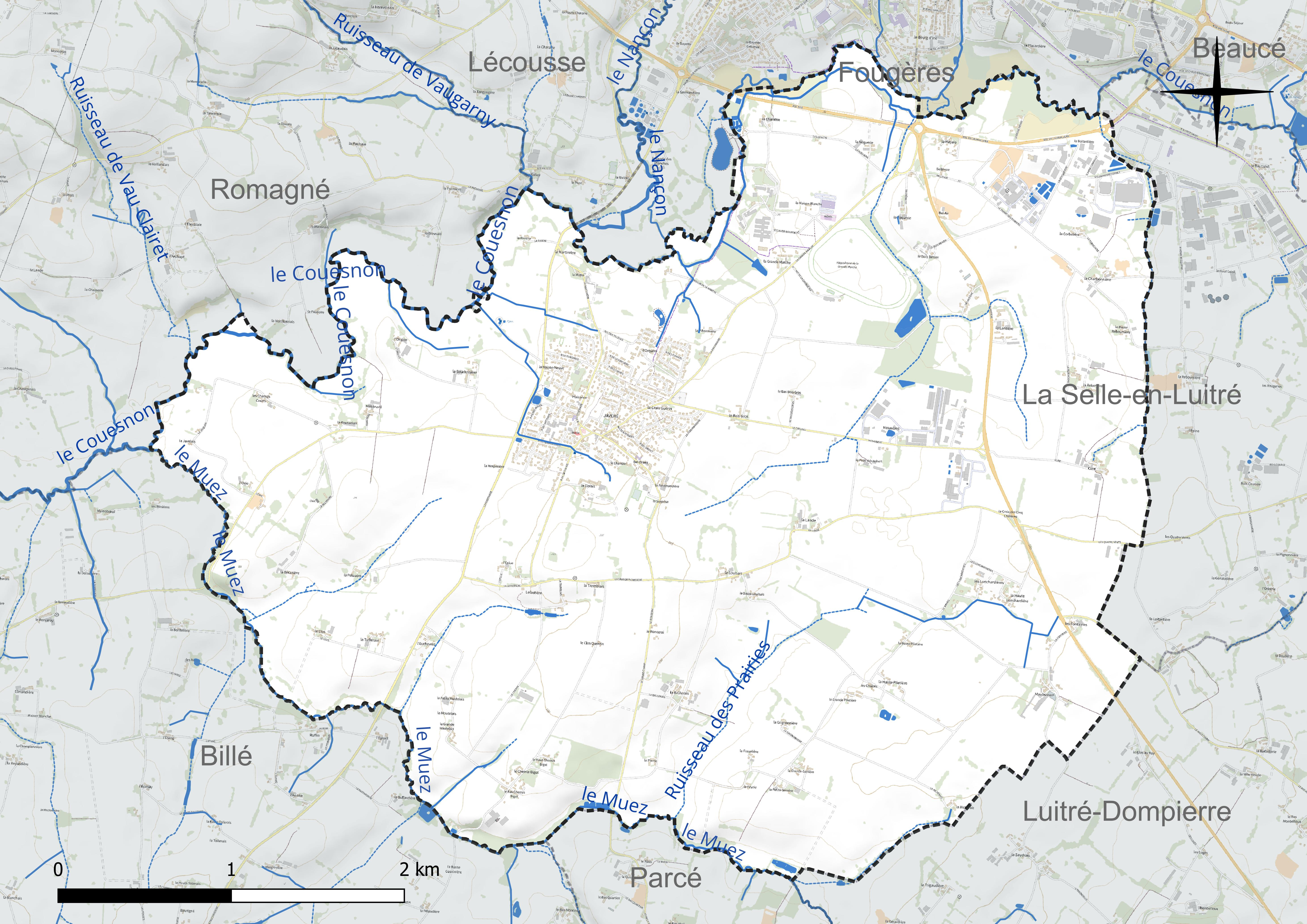
Réseau hydrographique de Javené.

Le Muez, d'une longueur de 11 km, prend sa source dans la commune de Parcé et se jette  dans le Couesnon à Billé, après avoir traversé quatre communes. 

### Climat
Pour des articles plus généraux, voir Climat de la Bretagne et Climat d'Ille-et-Vilaine.
En 2010, le climat de la commune est de type climat océanique franc, selon une étude du CNRS s'appuyant sur une série de données couvrant la période 1971-2000. En 2020, Météo-France publie une typologie des climats de la France métropolitaine dans laquelle la commune est exposée à un climat océanique et est dans la région climatique  Bretagne orientale et méridionale, Pays nantais, Vendée, caractérisée par une faible pluviométrie en été et une bonne insolation. Parallèlement l'observatoire de l'environnement en Bretagne publie en 2020 un zonage climatique de la région Bretagne, s'appuyant sur des données de Météo-France de 2009. La commune est, selon ce zonage, dans la zone « Intérieur Est  », avec des hivers frais, des étés chauds et des pluies modérées.  
Pour la période 1971-2000, la température annuelle moyenne est de 11,1 °C, avec une amplitude thermique annuelle de 12,9 °C. Le cumul annuel moyen de précipitations est de 872 mm, avec 13,6 jours de précipitations en janvier et 7,8 jours en juillet. Pour la période 1991-2020, la température moyenne annuelle observée sur la station météorologique la plus proche, située sur la commune de Fougères à 4 km à vol d'oiseau, est de 11,9 °C et le cumul annuel moyen de précipitations est de 939,1 mm,. Pour l'avenir, les paramètres climatiques de la commune estimés pour 2050 selon différents scénarios d'émission de gaz à effet de serre sont consultables sur un site dédié publié par Météo-France en novembre 2022.

## Urbanisme

### Typologie
Au 1er janvier 2024, Javené est catégorisée ceinture urbaine, selon la nouvelle grille communale de densité à sept niveaux définie par l'Insee en 2022.
Elle appartient à l'unité urbaine de Fougères, une agglomération intra-départementale regroupant quatre  communes, dont elle est une commune de la banlieue,,. Par ailleurs la commune fait partie de l'aire d'attraction de Fougères, dont elle est une commune de la couronne,. Cette aire, qui regroupe 26 communes, est catégorisée dans les aires de 50 000 à moins de 200 000 habitants,.

### Occupation des sols
L'occupation des sols de la commune, telle qu'elle ressort de la base de données européenne d'occupation biophysique des sols Corine Land Cover (CLC), est marquée par l'importance des territoires agricoles (89,2 % en 2018), en diminution par rapport à 1990 (93,5 %). La répartition détaillée en 2018 est la suivante : 
terres arables (46,6 %), zones agricoles hétérogènes (31,2 %), prairies (11,3 %), zones urbanisées (4,4 %), zones industrielles ou commerciales et réseaux de communication (3,9 %), espaces verts artificialisés, non agricoles (2,5 %). L'évolution de l'occupation des sols de la commune et de ses infrastructures peut être observée sur les différentes représentations cartographiques du territoire : la carte de Cassini (XVIIIe siècle), la carte d'état-major (1820-1866) et les cartes ou photos aériennes de l'IGN pour la période actuelle (1950 à aujourd'hui).

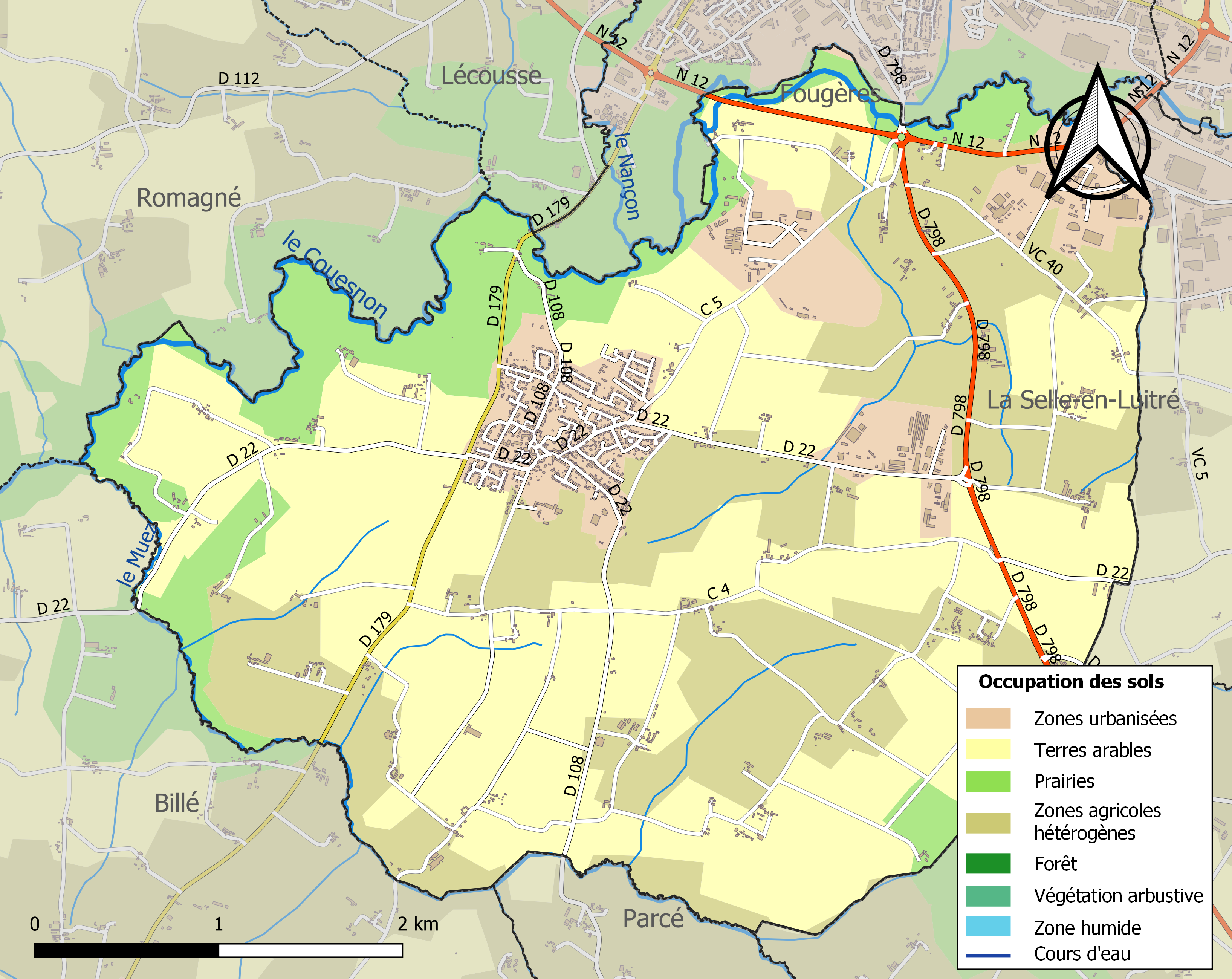
Carte des infrastructures et de l'occupation des sols de la commune en 2018 (CLC).

## Toponymie
Attestations anciennes, :
Ecclesia de Javeneio (1148)
Javeneyum (XVIe siècle)
Etymologie :
Il s'agit du dérivé en -acum d'un nom d'homme latin: Javenus, selon Dauzat-Rostaing, ou Gabinus, selon E. Nègre.

## Histoire

### LeXXesiècle

#### La Belle Époque
Le Journal officiel publie le 4 septembre 1909 un décret attribuant au bureau de bienfaisance de Javené les biens placés sous séquestre et ayant appartenu à la fabrique de l'église.

#### L'Entre-deux-guerres
Le 1er avril 1921, le service téléphonique commença à fonctionner dans la commune.

## Politique et administration

### Liste des maires
| Période                                  | Période          | Identité                       | Étiquette | Qualité |
| ---------------------------------------- | ---------------- | ------------------------------ | --------- | --- |
| Les données manquantes sont à compléter. |                  |                                |           | |
| 1848                                     | mars 1892        | André Julien Morel (1813-1893) |           | |
| 1892                                     | 1917             | Pierre Malle                   |           | |
| Les données manquantes sont à compléter. |                  |                                |           | |
| 1919                                     | 1957 (démission) | Joseph Morel (1874-1973)       | DVD       | Agriculteur Conseiller général de Fougères-Sud (1945 → 1961) |
| 1957                                     | mars 1983        | Louis Morel, (1913-2015)       |           | Agriculteur |
| mars 1983                                | mars 1989        | Jean Malle                     |           | Exploitant agricole |
| mars 1989                                | mars 2008        | Jean-Claude Laizé              | DVD       | Technicien à l'Équipement |
| mars 2008                                | En cours         | Bernard Delaunay,              | DVD       | Agriculteur Conseiller départemental de Fougères-1 (2021 → ) 8e vice-président de Fougères communauté (2014 → 2016) 11e vice-président de Fougères Agglomération (2020 → ) |

### Jumelages
- South Petherton (Royaume-Uni) depuis 2008.

## Démographie
L'évolution du nombre d'habitants est connue à travers les recensements de la population effectués dans la commune depuis 1793. Pour les communes de moins de 10 000 habitants, une enquête de recensement portant sur toute la population est réalisée tous les cinq ans, les populations de référence des années intermédiaires étant quant à elles estimées par interpolation ou extrapolation. Pour la commune, le premier recensement exhaustif entrant dans le cadre du nouveau dispositif a été réalisé en 2008.
En 2022, la commune comptait 2 185 habitants, en évolution de +6,02 % par rapport à 2016 (Ille-et-Vilaine : +5,46 %, France hors Mayotte : +2,11 %).
| 1793  | 1800  | 1806  | 1821  | 1831  | 1836  | 1841  | 1846  | 1851  |
| ----- | ----- | ----- | ----- | ----- | ----- | ----- | ----- | ----- |
| 1 109 | 1 256 | 1 107 | 1 240 | 1 286 | 1 171 | 1 161 | 1 164 | 1 103 |

| 1856  | 1861 | 1872 | 1876  | 1881 | 1886 | 1891 | 1896 | 1901 |
| ----- | ---- | ---- | ----- | ---- | ---- | ---- | ---- | ---- |
| 1 052 | 991  | 972  | 1 002 | 913  | 922  | 973  | 913  | 883  |

| 1906 | 1911 | 1921 | 1926 | 1931 | 1936 | 1946 | 1954 | 1962 |
| ---- | ---- | ---- | ---- | ---- | ---- | ---- | ---- | ---- |
| 888  | 906  | 914  | 898  | 904  | 900  | 862  | 826  | 755  |

| 1968 | 1975 | 1982  | 1990  | 1999  | 2008  | 2013  | 2018  | 2022  |
| ---- | ---- | ----- | ----- | ----- | ----- | ----- | ----- | ----- |
| 736  | 856  | 1 168 | 1 268 | 1 517 | 1 852 | 2 003 | 2 073 | 2 185 |

## Économie
À Javené se trouve le site de production de HTL Biotechnology, entreprise française de biotechnologie.

## Culture locale et patrimoine

### Lieux et monuments

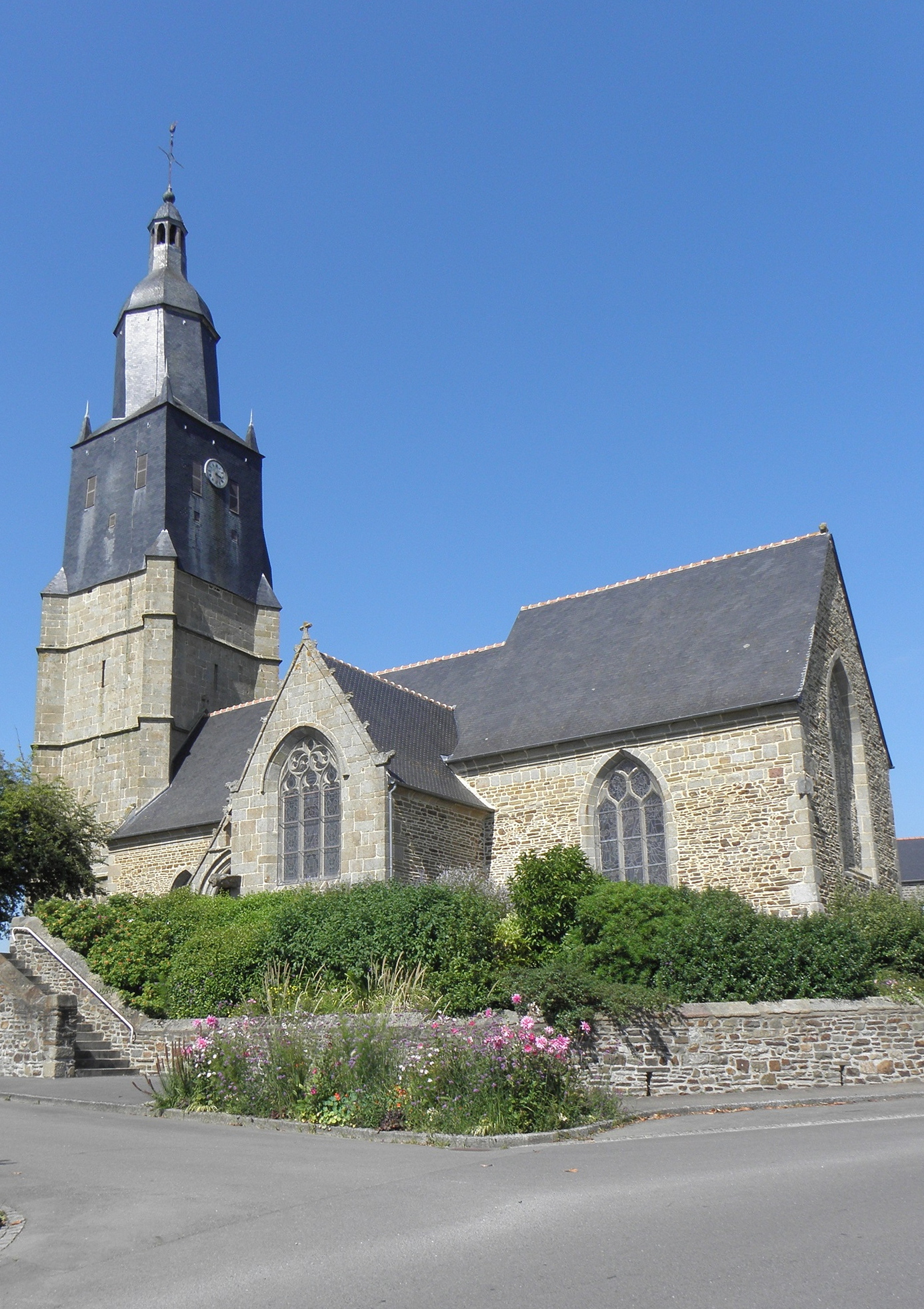
L'église paroissiale Saint-Martin.

- Église Saint-Martin (XVe siècle et XVIe siècle).

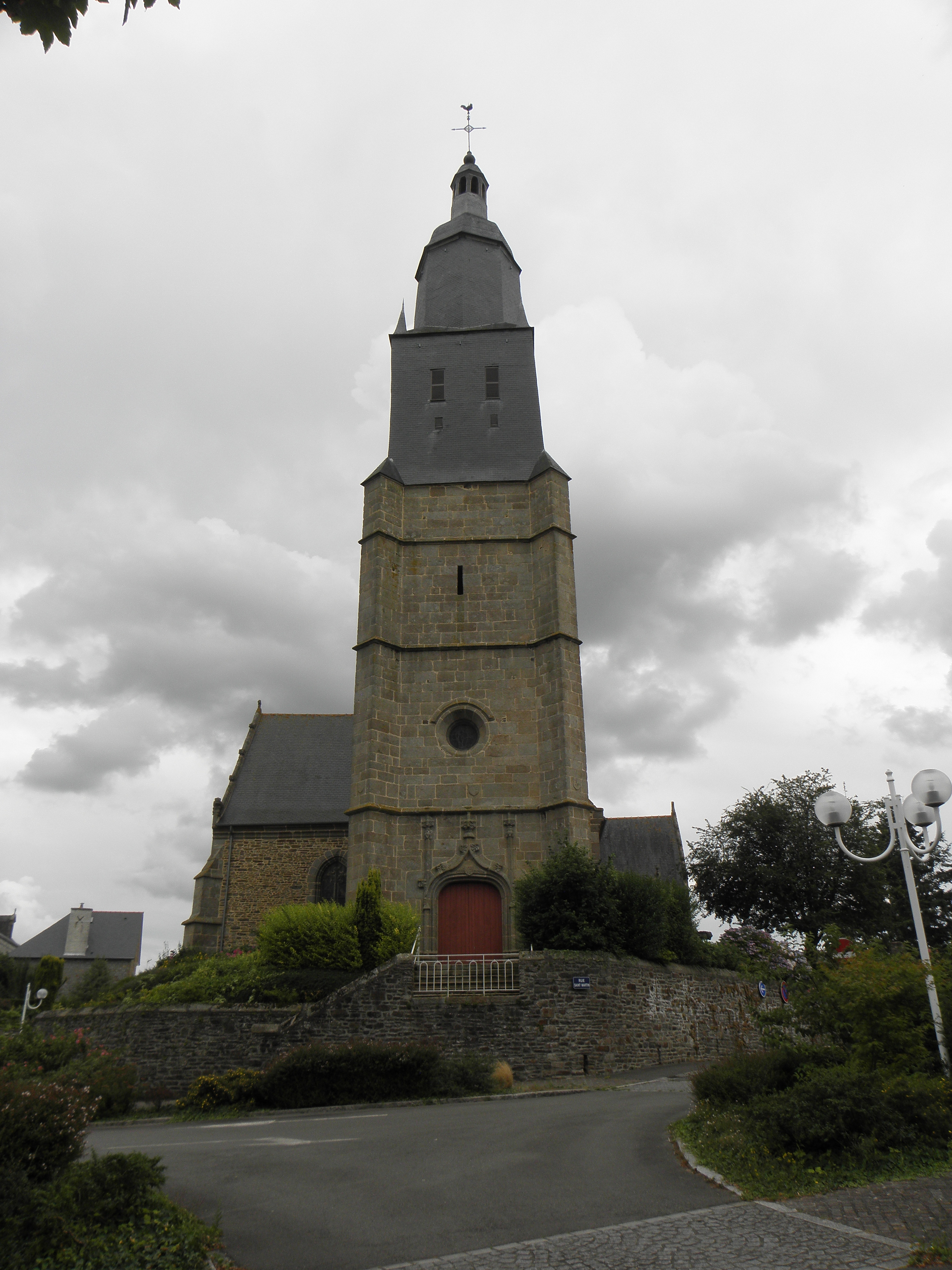
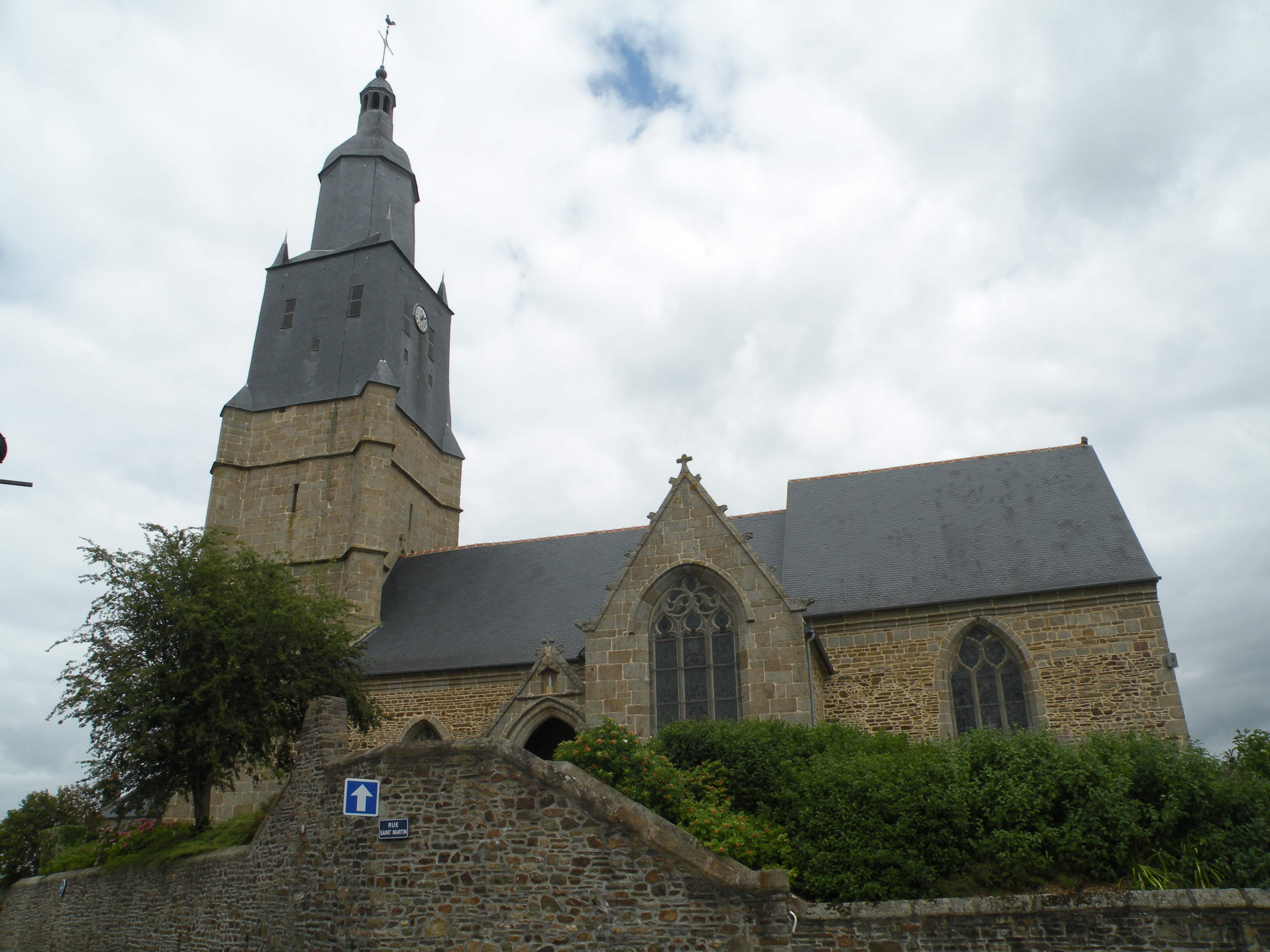
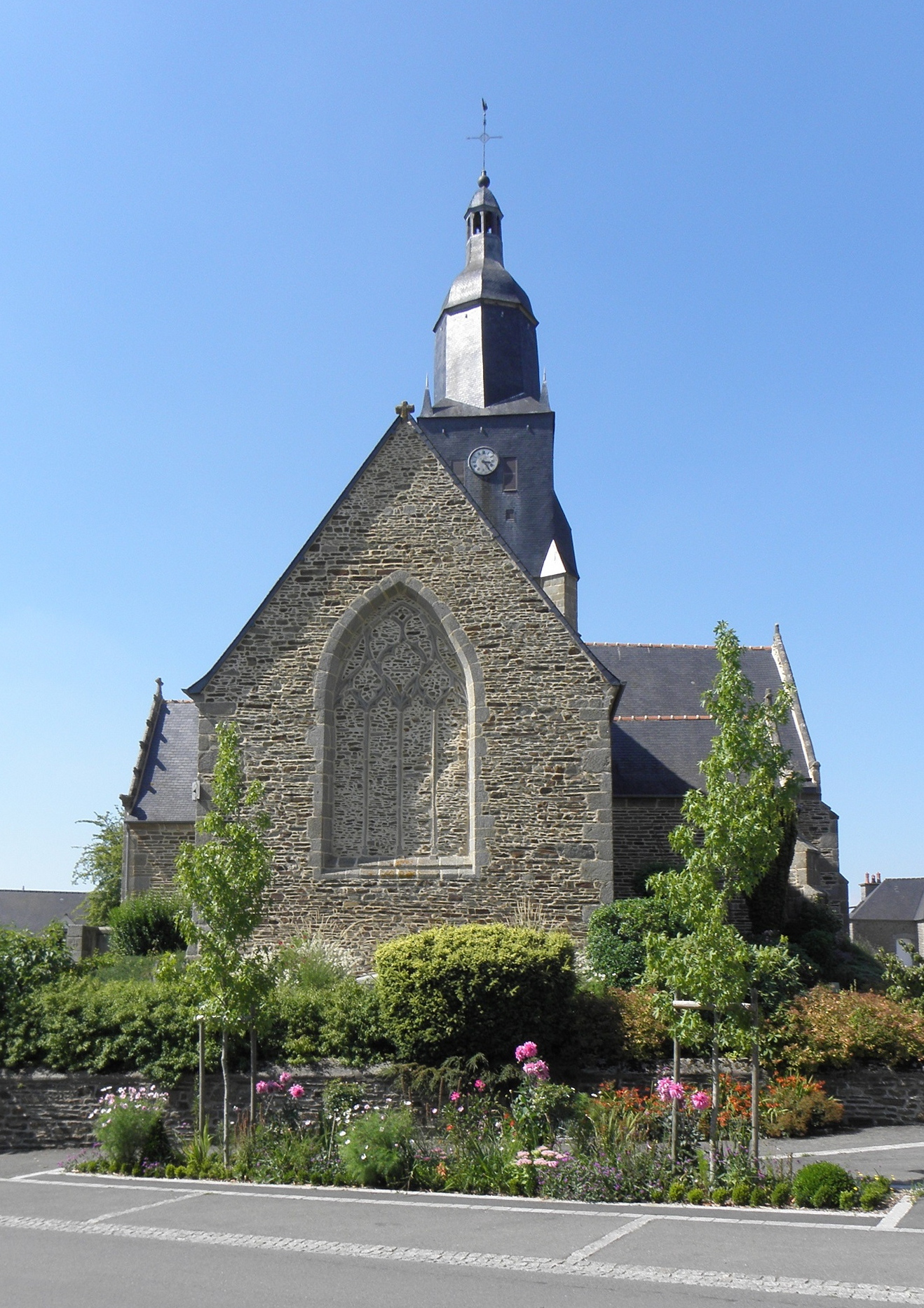
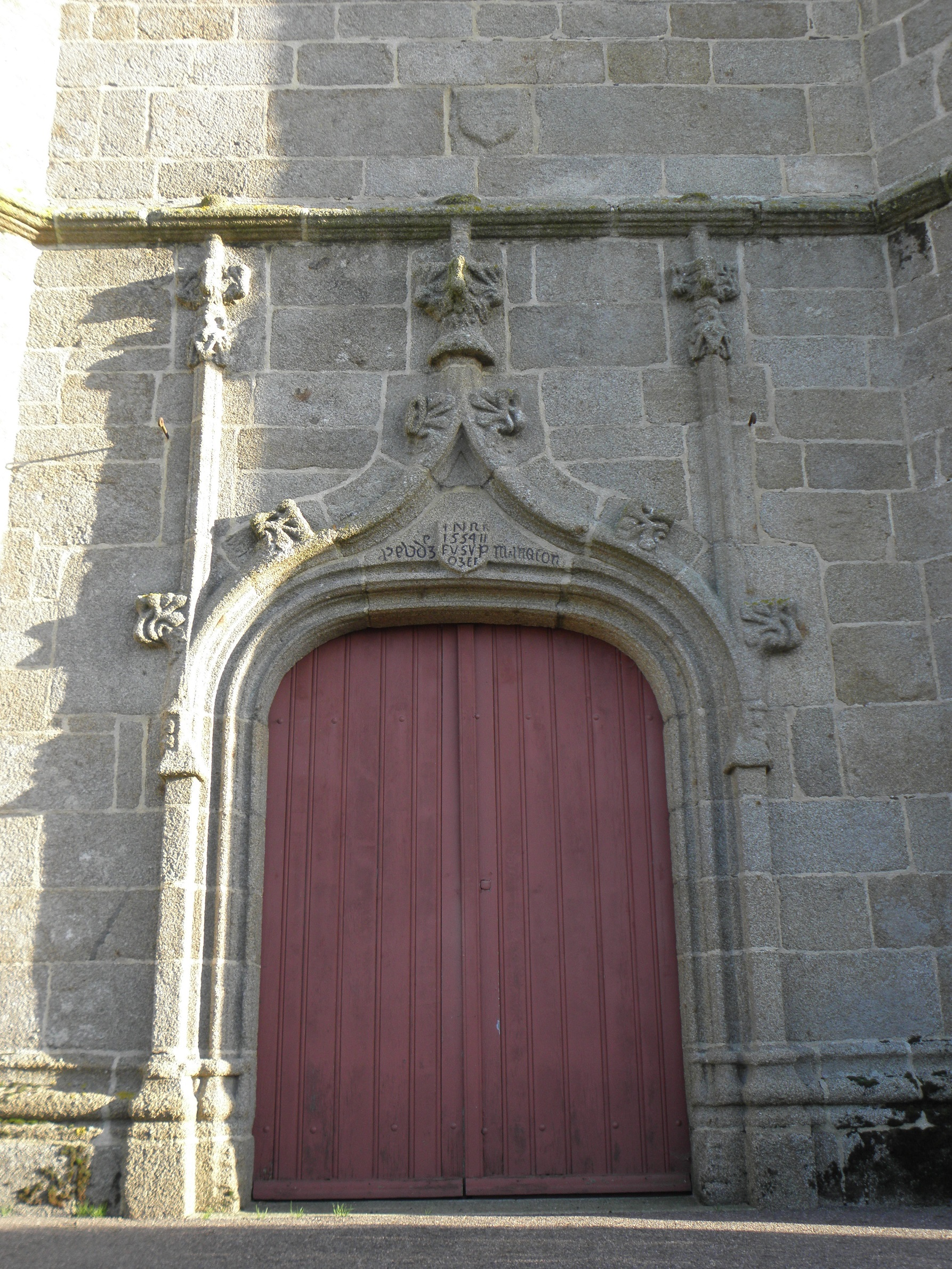
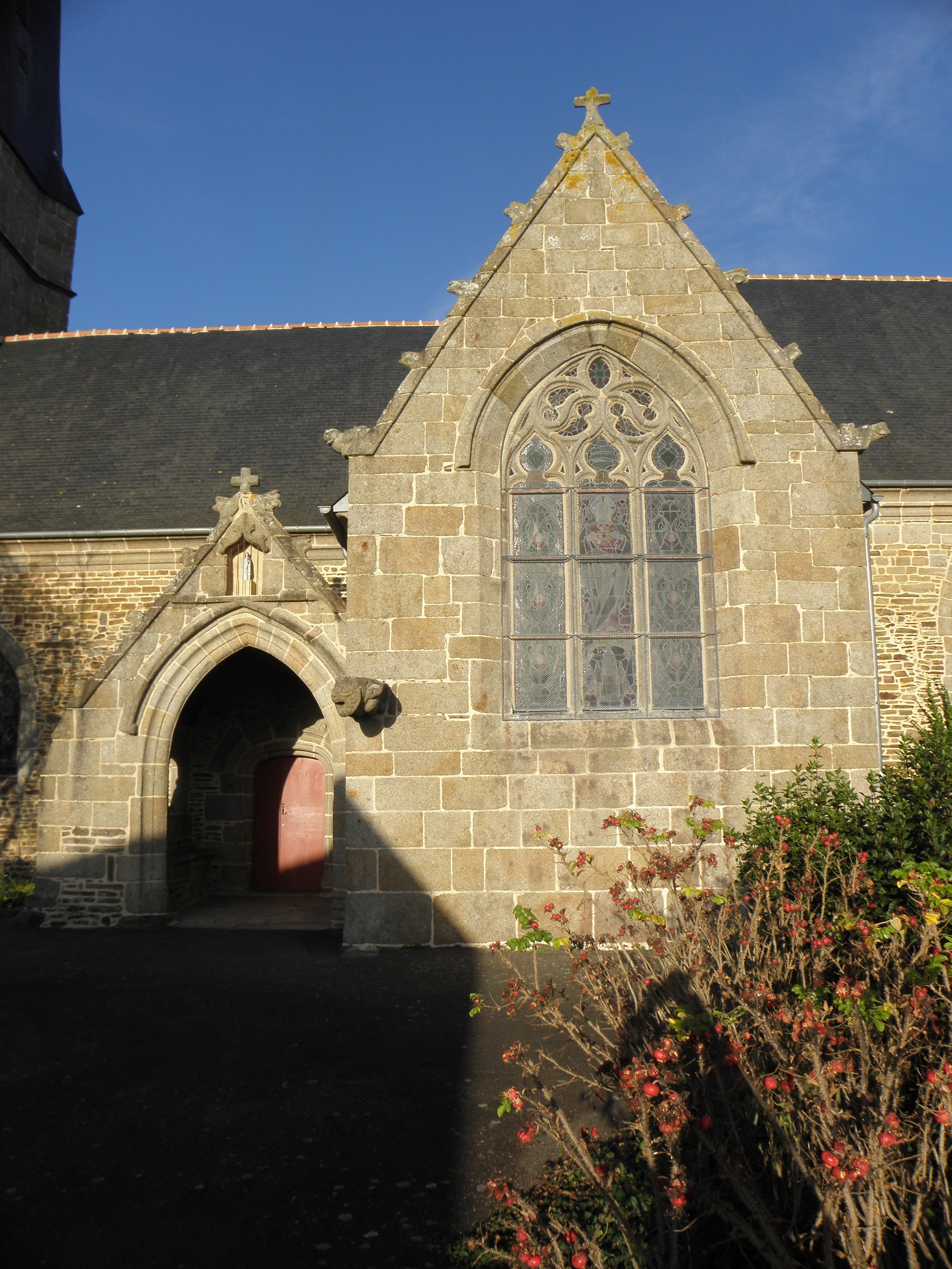
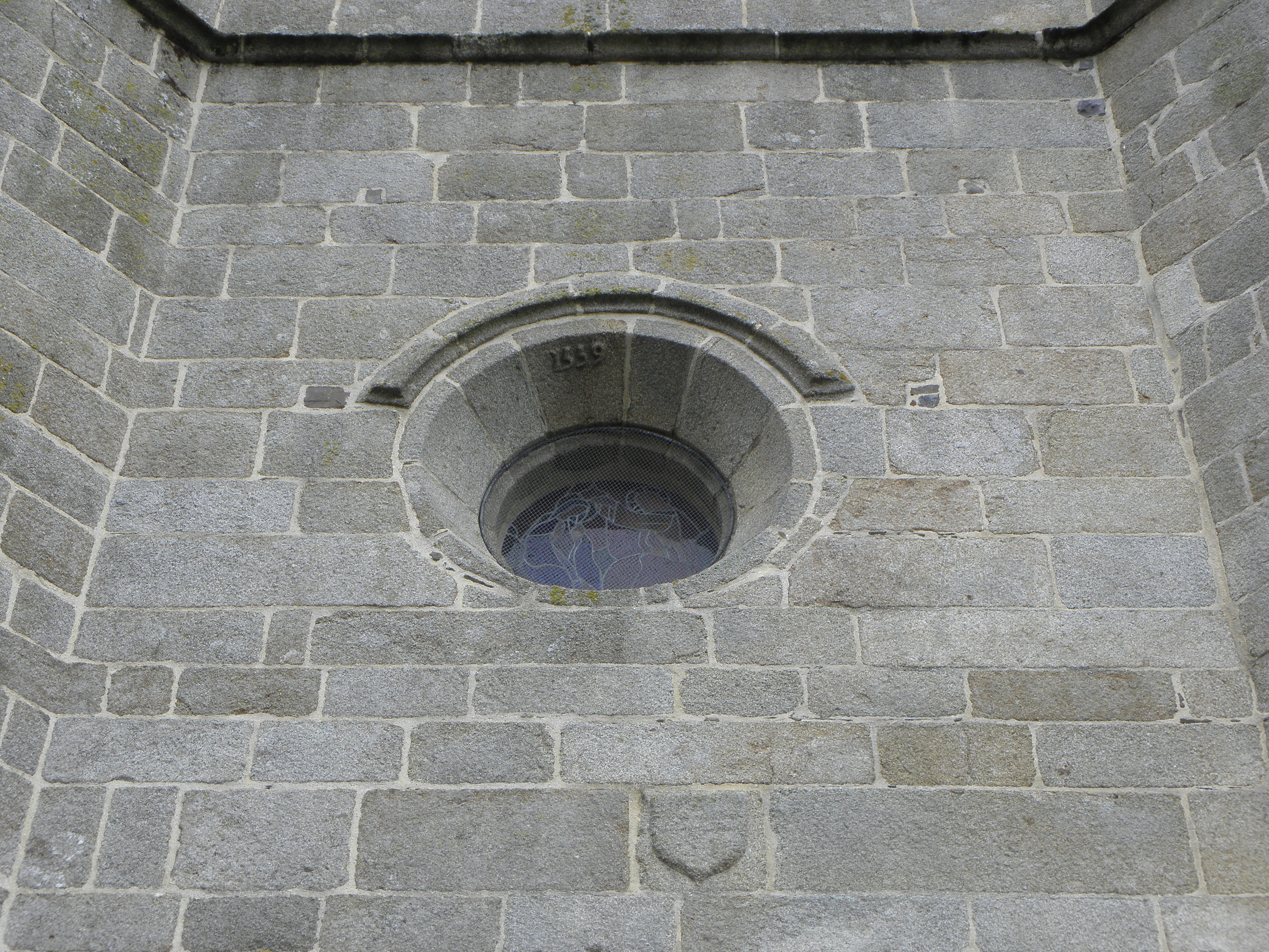

Château de La Bécannière (XVIIIe siècle).
- Manoir de La Génière (XVIe siècle).
- Manoir de La Grande-Piltière (XVIIe siècle).
- Manoir de La Rivière (XVIIe siècle).
- Manoir de La Tiolais (XVIe siècle).